# Aparat administracyjny
Aparat administracyjny – uporządkowany wewnętrznie układ, którego elementy odpowiadają za określone zadania i które ze sobą współgrają. Jest to system nieprzypadkowo dobranych podmiotów, na który wpływa system prawa i od którego jest zależny (siła powiązań pomiędzy poszczególnymi podmiotami i sposób ich podporządkowania w hierarchizacji).
Celem podziału zadań jest dbałość o dokładne wykonywanie zadań administracyjnych, niepoprawne działanie podmiotów może być spowodowane czynnikami zewnętrznymi (np. sytuacją w kraju).